# Udo Keppler
Udo J. Keppler (4 de abril de 1872 - 4 de julho de 1956), conhecido desde 1894 como Joseph Keppler Jr., foi um cartunista político estadunidense, editor e defensor dos indígenas norte-americanos. Filho do cartunista Joseph Keppler (1838–1894), que fundou a revista Puck, o jovem Keppler também contribuiu com cartuns e tornou-se coproprietário da revista após a morte de seu pai, quando mudou seu nome para Joseph Keppler. Ele também era um colecionador de artefatos indígenas norte-americanos e foi adotado pela nação Seneca de Nova Iorque, onde se tornou chefe honorário e recebeu o nome de Gyantwaka. 
Keppler nasceu em St. Louis, Missouri. Ele se formou no Columbia Institute em 1888 e estudou na Alemanha em 1890 e 1891. Esteve à frente da Puck de 1890 a 1914. Ele se casou com Louise (Lulu) Eva Bechtel, filha do rico cervejeiro George Bechtel, em 4 de abril de 1895, um casamento que contou com a oposição de sua mãe e irmãs. Keppler vendeu a revista Puck em dezembro de 1913, permanecendo como diretor de arte por mais quatro meses. Mais tarde, ele contribuiu para o Judge e Leslie's Weekly até 1915. Keppler se aposentou em 1920 e em 1946 mudou-se para La Jolla, Califórnia, onde morreu em 4 de julho de 1956.

## Galeria de ilustrações

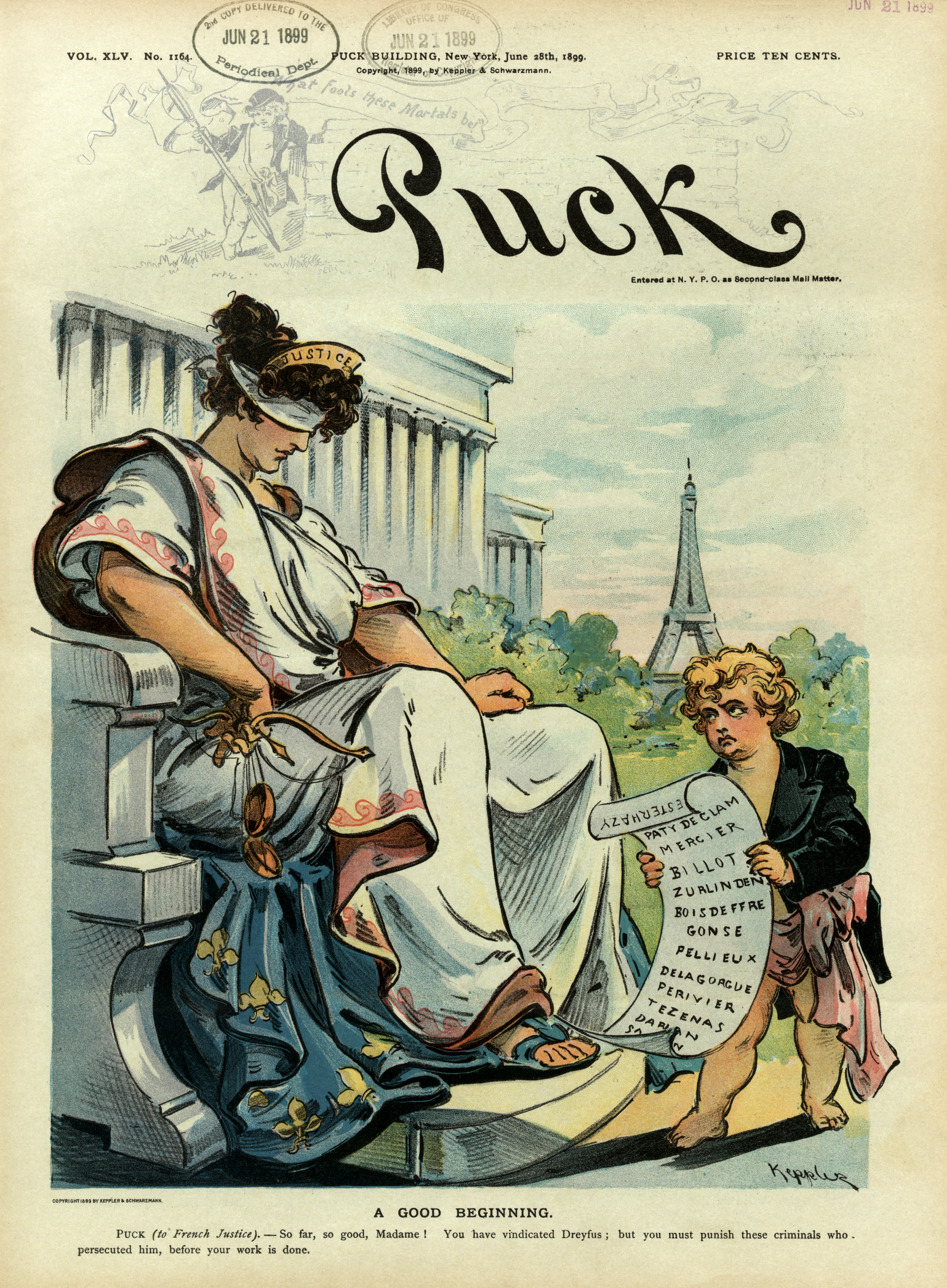
Capa da revista Puck, 28 de junho de 1899.
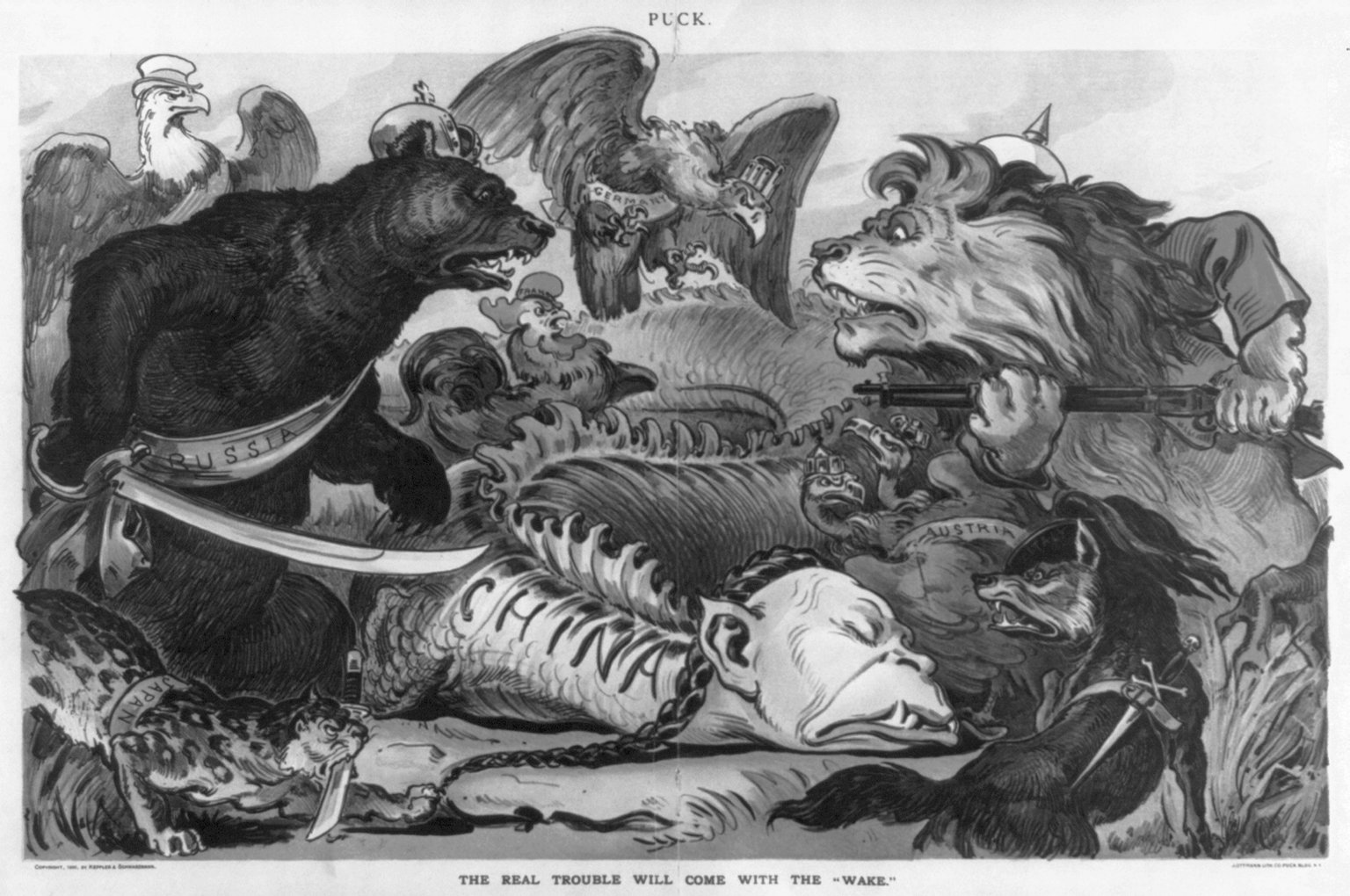
O verdadeiro problema virá com o "Despertar". Edição de 15 de agosto de 1900.
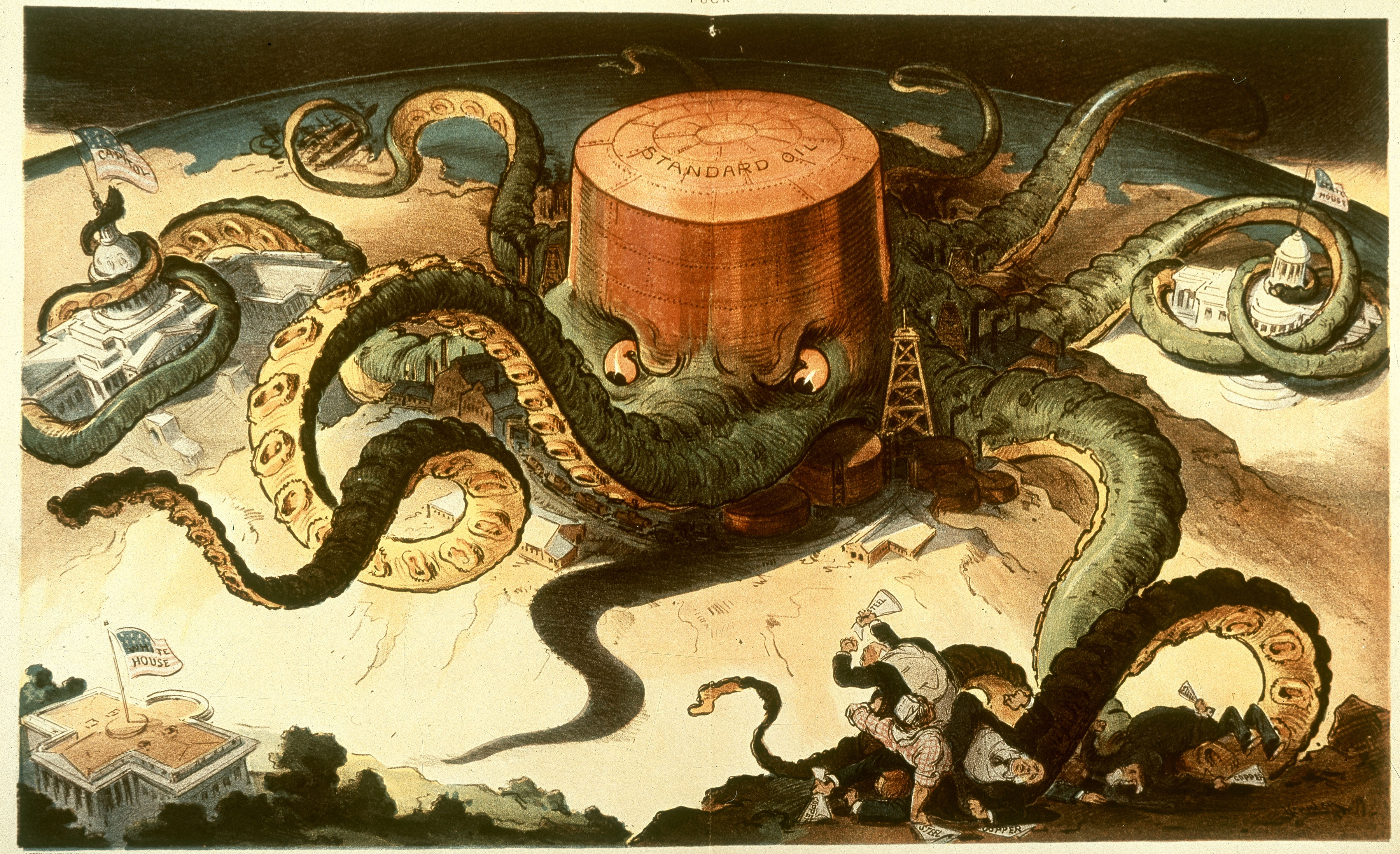
"Próximo!" (1904), um polvo representando a Standard Oil Company com tentáculos envolvendo o Congresso dos EUA e as indústrias de aço, cobre e navegação, e alcançando a Casa Branca.
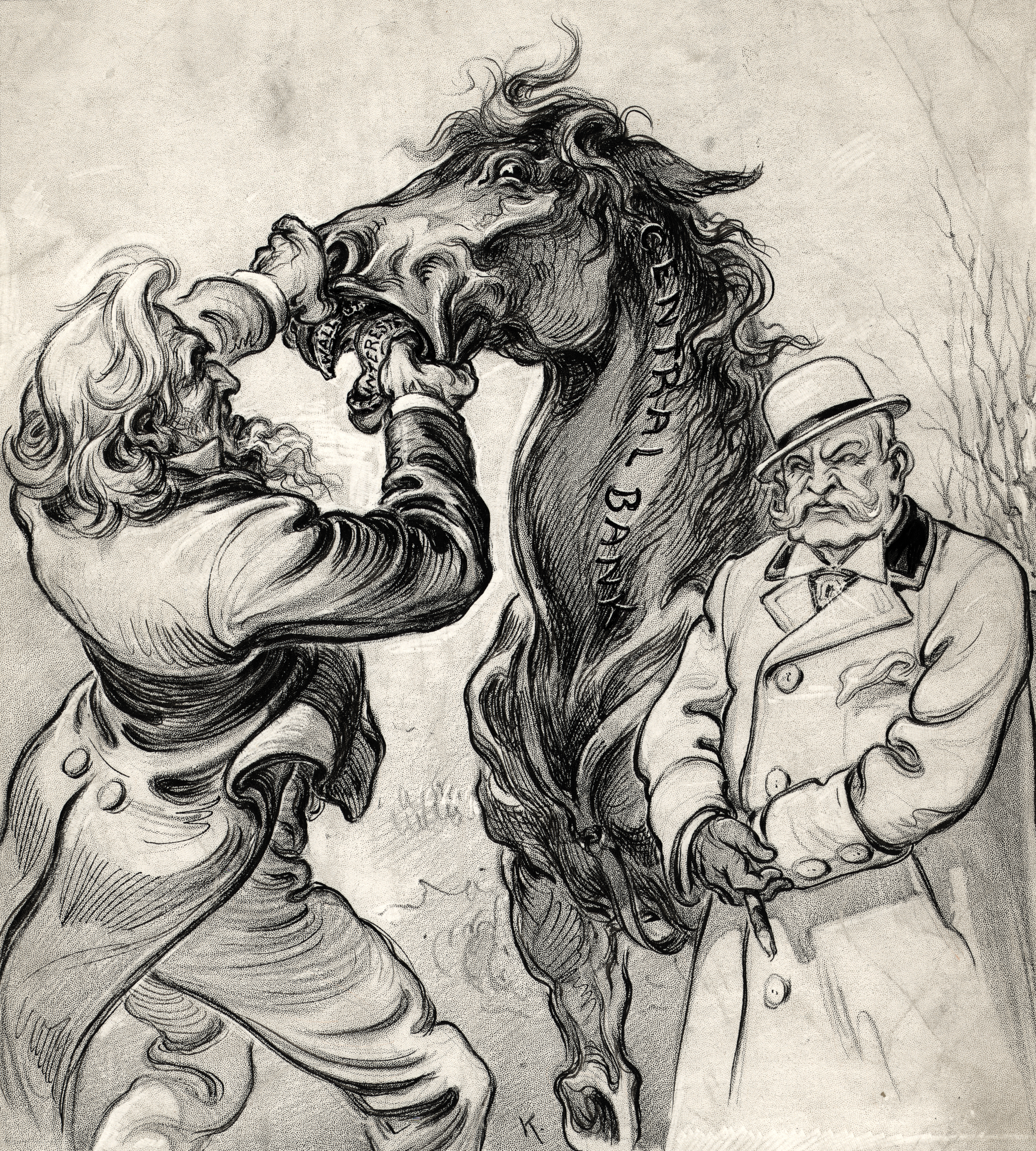
"Always Look a Gift Horse in the Mouth" (1909)
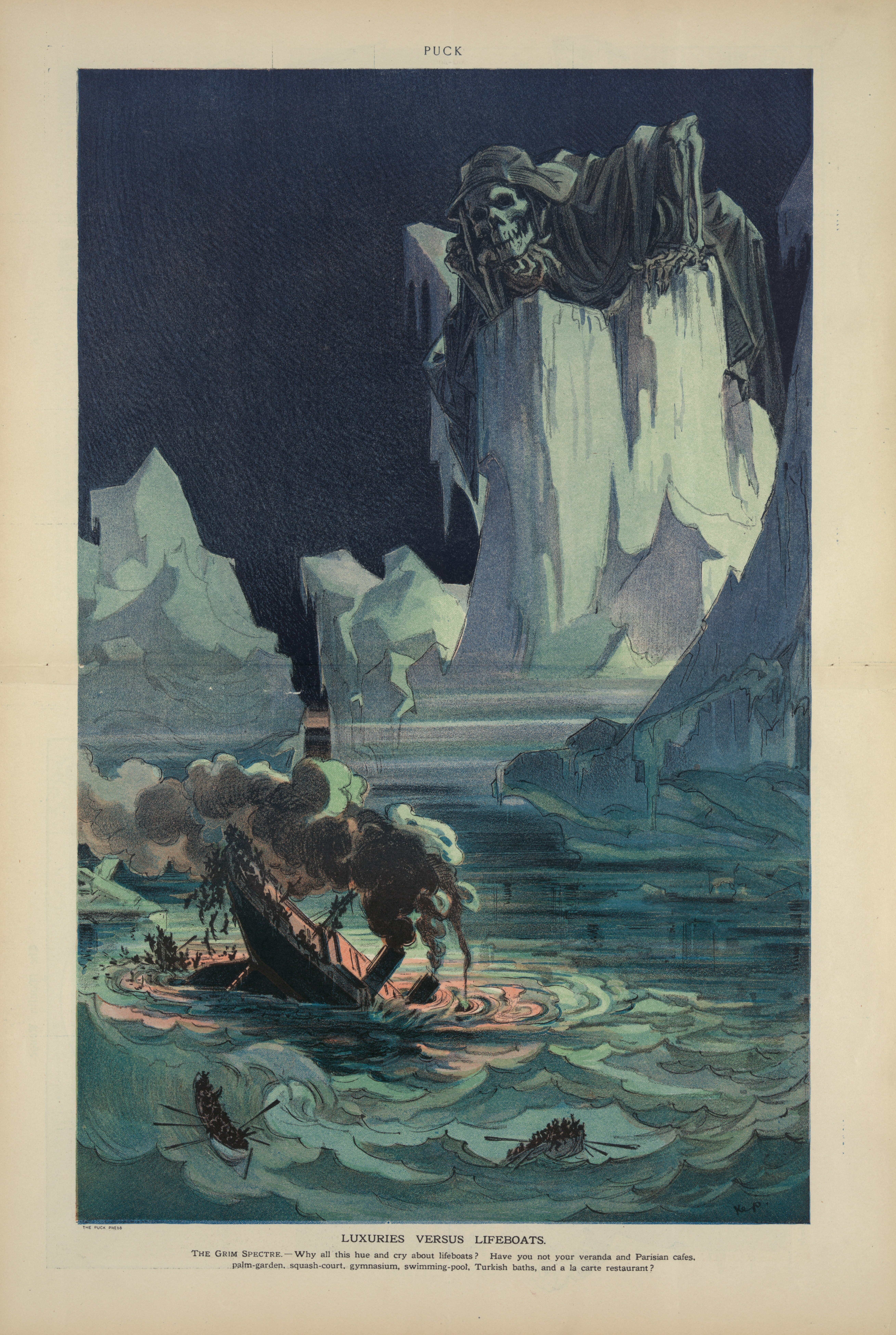
"Luxos versus botes salva-vidas", sobre o naufrágio do Titanic. Ilustração de 1912.

## Ligação externa
- Joseph Keppler, Jr. documentos no Autry National Center